# Charles Cox
Charles Cox, detto Bud (Atlanta, 11 aprile 1960), è un ex tennista statunitense.

## Carriera
In carriera ha vinto un titolo di doppio, l'ATP Saint-Vincent nel 1987, in coppia con l'australiano Michael Fancutt. Nei tornei del Grande Slam ha ottenuto il suo miglior risultato raggiungendo i quarti di finale di doppio misto all'Open di Francia nel 1984, in coppia con la connazionale Wendy White.

## Statistiche

### Doppio

#### Vittorie (1)
| Numero | Anno           | Torneo                           | Superficie  | Compagno        | Avversari in finale                  | Punteggio |
| 1.     | 16 agosto 1987 | ATP Saint-Vincent, Saint-Vincent | Terra rossa | Michael Fancutt | Massimo Cierro Alessandro De Minicis | 6-3, 6-4  |

### Doppio

#### Finali perse (2)
| Numero | Anno           | Torneo                           | Superficie  | Compagno        | Avversari in finale      | Punteggio     |
| 1.     | 19 agosto 1984 | Columbus Open, Columbus          | Cemento     | Terry Moor      | Sandy Mayer Stan Smith   | 4-6, 7-6, 5-7 |
| 2.     | 17 agosto 1986 | ATP Saint-Vincent, Saint-Vincent | Terra rossa | Michael Fancutt | Libor Pimek Pavel Složil | 3-6, 3-6      |